# San Lorenzo de Calatrava
San Lorenzo de Calatrava ist eine spanische Gemeinde (Municipio) mit 197 Einwohnern (Stand: 2024) in der Provinz Ciudad Real in der autonomen Gemeinschaft Kastilien-La Mancha. 

## Geografie
San Lorenzo de Calatrava liegt etwa 75 Kilometer südsüdöstlich von Ciudad Real in einer Höhe von ca. 765 m. 
Kalte Winter und heiße Sommer mit wenig Niederschlag sind charakteristisch für das mediterran-kontinentale Klima.

## Bevölkerungsentwicklung
| Jahr      | 1970 | 1981 | 1991 | 2001 | 2011 | 2021 |
| Einwohner | 764  | 464  | 382  | 297  | 234  | 211  |

## Kulturelles Erbe

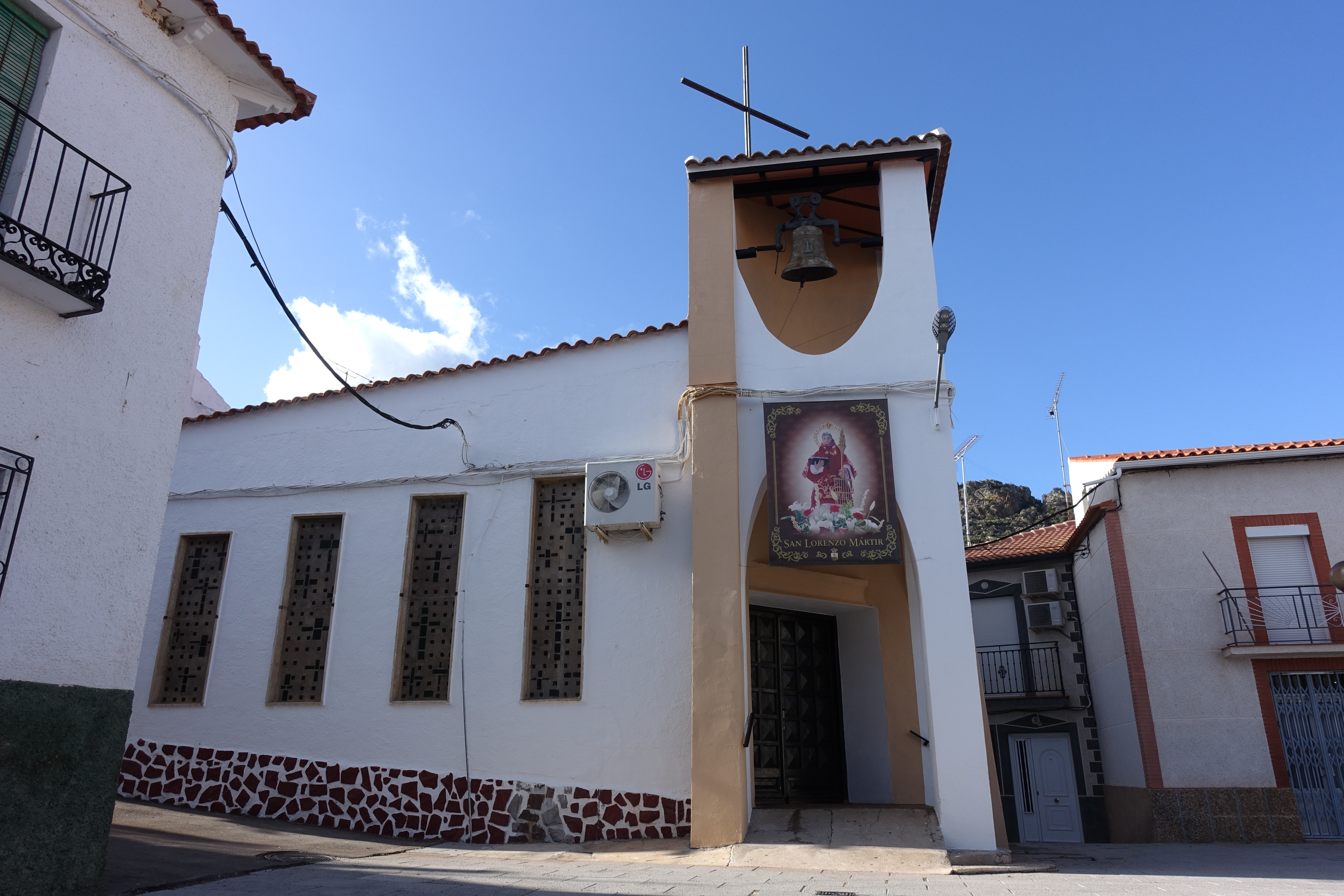
Laurentiuskirche
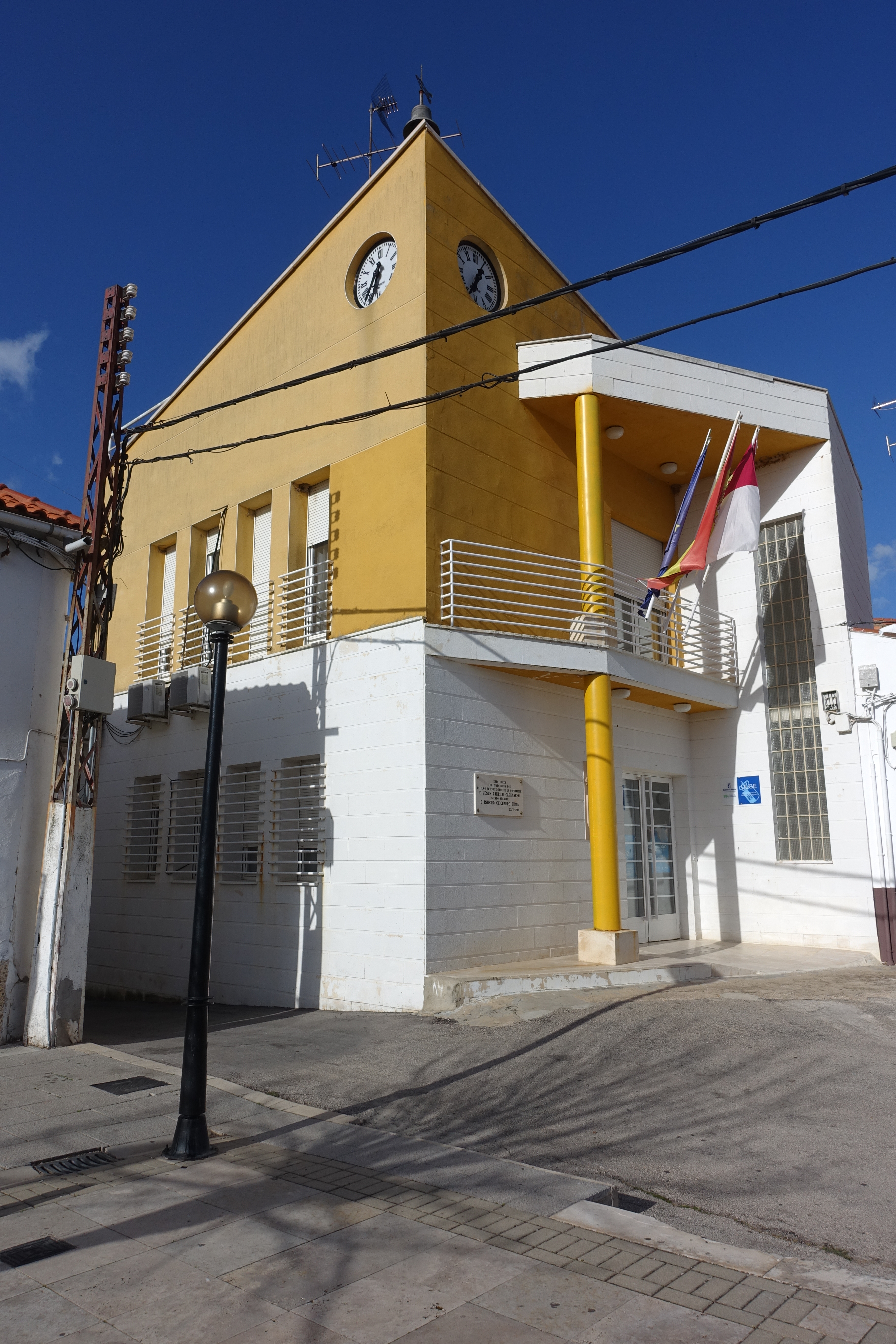
Rathaus

- Laurentiuskirche
- Rathaus